# Ion Dumitru
Ion "Liţă" Dumitru (Bucareste, 2 de janeiro de 1950) é um ex-futebolista e treinador de futebol romeno.
Formado nas categorias de base do Confecţia Bucureşti em 1963, foi repassado ao Rapid no ano seguinte. Pela equipe alvigrená da capital, começou a carreira profissional em 1967.
Dumitru jogou cinco anos no Rapid, disputando 110 jogos e marcando onze gols. Se consagrou no Steaua, onde atuoudurante oito anos, jogando 213 partidas e marcando 47 gols. Jogou também por Politehnica Timişoara, Universitatea Craiova e CFR Timişoara até retornar ao Rapid e encerrar a carreira em 1988, aos 38 anos de idade.

## Treinador
Antes mesmo de se aposentar, Dumitru iniciou a carreira de treinador em 1987, no Rapid, exercendo a função de jogador-treinador. Ficou oito anos inativo até retornar novamente ao clube da capital em 1996, ficando novamente menos de um ano no posto. Desde 2009, é o c omandante do Concordia Chiajna, equipe de pequeno porte de seu país.

## Seleção
Liţă estreou na Seleção Romena em 1970, com apenas vinte anos de idade. Participou da Copa de 1970, e sua trajetória internacional se encerraria dez anos depois.